# St-Philibert (Trégunc)

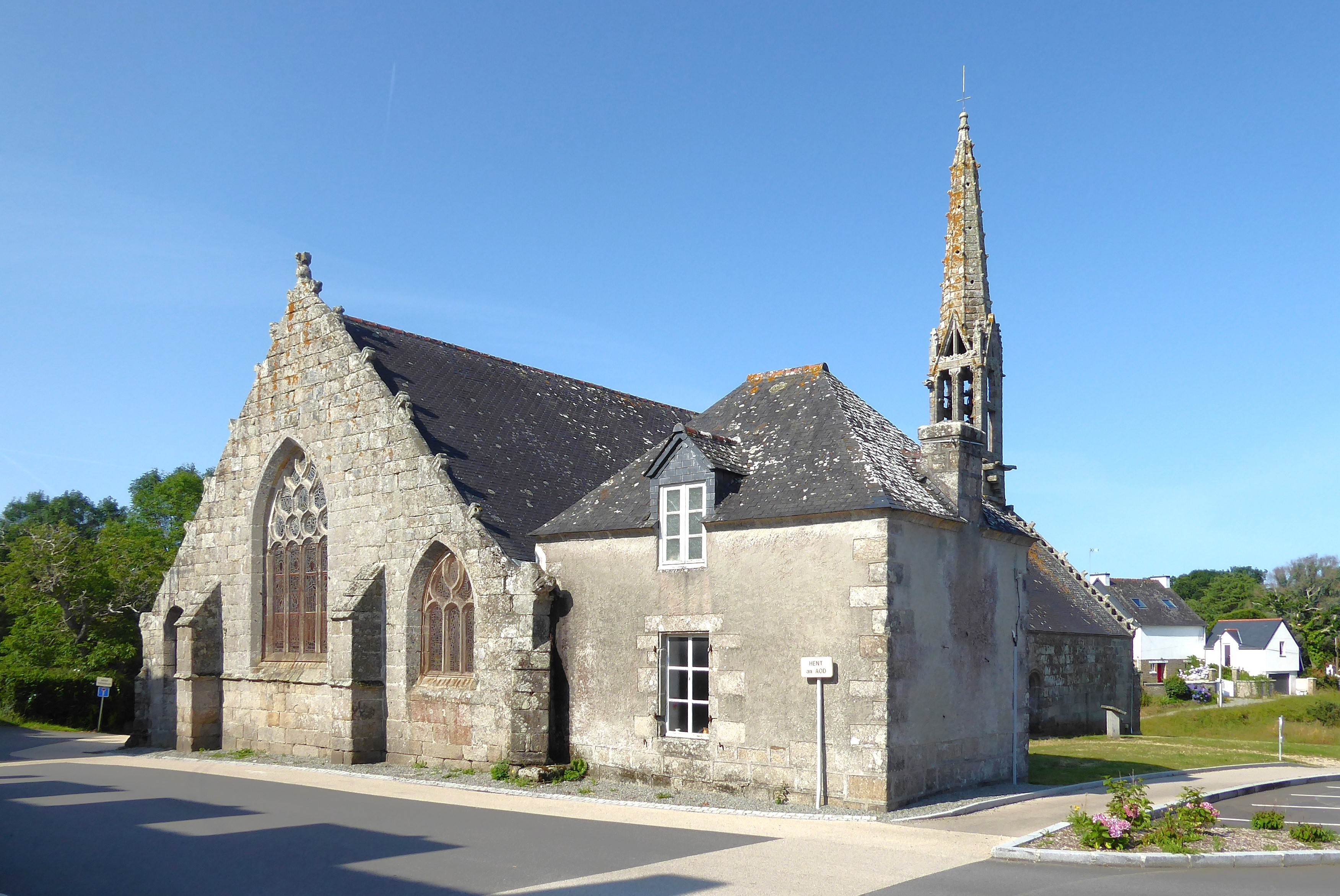
Kirche St-Philibert, Ansicht von Nordosten

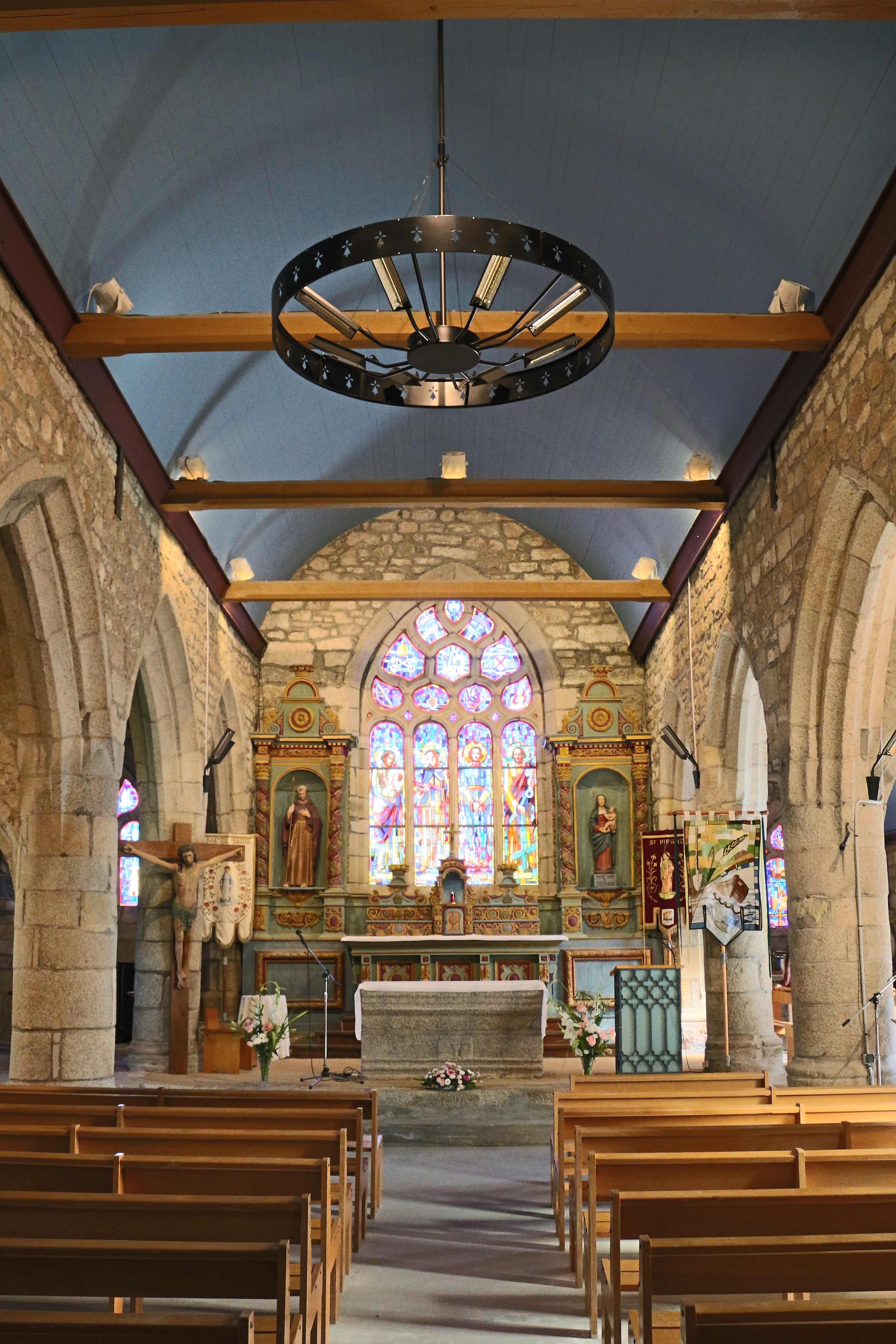
Innenansicht

Die römisch-katholische Kirche St-Philibert befindet sich in dem gleichnamigen Ortsteil Saint-Philibert von Trégunc im Département Finistère in der Bretagne. Das Gotteshaus ist seit 1932 als Monument historique eingestuft.

## Geschichte
Das dem heiligen Philibert von Tournus gewidmete Gotteshaus wurde um das Jahr 1520 als Kapelle erbaut. Seine heutige Form erhielt das Bauwerk zwischen 1558 und 1575 in spätgotischen Formen im Stil der Flamboyantgotik. Die ursprüngliche Kapelle wurde 1946 zur Pfarrkirche erhoben und ist Sitz der Pfarrei Saint-Philibert. 
Das auf rechteckigem Grundriss erbaute Gotteshaus schließt im Osten gerade und ist dreischiffig. Das Langhaus sowie die beiden niedrigeren Seitenschiffe befinden sich unter einem gemeinsamen Schleppdach. Über dem Westgiebel befindet sich ein für die Region typischer schlanker Glockenturm mit steinernem Maßwerk. Nördlich des Chors befindet sich die Sakristei. Direkt neben der Kirche stehen nördlich auf dem Kirchhof zwei prähistorische Stelen, die seit 1965 als Monuments historiques klassifiziert sind.